# Призренско четворојеванђеље
Призренско четворојеванђеље је српски средњевековни рукопис из последње деценије XIII века.
Чувано у некадашњој Народној библиотеци у Београду под бројем 297. Рукопис је изгорео у њој, током пожара, почетком априла 1941. године. Писано на пергаменту, садржало је 141 лист, а недостајали су му почетак и свршетак, као и поједини листови унутар књиге. У таквом је стању било у доба око 1880, када је набављено од стране хаџи Јордана из Скопља. Пре тога се налазило у цркви Светог Ђорђа у Горњој Битињи код Штрпца (Сиринићка жупа), где је сачувано неколико сполија из Душановог манастира Светих арханђела код Призрена. 
Представља један од најстаријих сачуваних илустрованих рукописа. Посебан је по иконографским и стилским решењима фигуралних представа. У XIX веку, донет је у Народну библиотеку у Београду. Још тада је био делимично очуван, а његов сликани украс сводио се на тридесет шест минијатура. Минијатуре су биле смештене на маргине, уз текстове које су илустровале, а чиниле су их засебне фигуре светих ратника, Сергеја и Вакха и Јована Претече, ауторски портрети јеванђелиста Марка и Матеја, ликови Богородице са Христом и јеванђељски призори (Благовести, Сусрет Маријин и Јелисаветин, Сретење, Преображење, Цвети, Распеће, сцене парабола и други), од којих су неки били насликани двапут.
Појавом тих минијатура, сасвим необичних и усамљених у корпусу српске илустрације, лишених претходника и непосредних следбеника, окончан је низ значајних остварења књижног украса код Срба XIII века.